# Pedro Pablo Isla
Pedro Pablo Isla (Badalona, 10 settembre 1976) è un attore spagnolo noto per aver partecipato a Hospital Central e alla soap Il segreto nel ruolo di Carlos Castro per 42 episodi.

## Biografia
Pedro Pablo Isla nasce a Badalona nei pressi di Barcellona il 10 settembre del 1976. Proprio a Barcellona inizia a studiare recitazione. Più tardi si trasferì a Madrid a continuare la sua formazione nella scuola di Cristina Rota e nello studio di Juan Carlos Corazza.

## Filmografia

### Cinema
- Mi hermano, regia di Alain Lefebvre (2006) - corto
- La parada, regia di Alejandro Andrade (2009) - corto
- Vacaciones, regia di Jordi Codina (2009) - corto
- Las vidas de Lucas, regia di Elena Martín (2010) - corto
- El regalo, regia di René Alvarado (2011) - corto
- La dantesca escena, regia di Isaac Berrocal (2011) - corto
- Exit: Un corto a la carta, regia di Adrian Silvestre (2012)
- Pulso, regia di Daniel Matesanz (2012) - corto
- Love Is Like a Cigarette, regia di Ana Paoli (2012) - corto
- Los días no vividos, regia di Alfonso Cortés-Cavanillas (2012)
- The Other Side, regia di Conrad Mess (2013) - corto
- Encrucijada: Corto, regia di Daniel Cabrero (2016) - corto
- Nacida para ganar, regia di Vicente Villanueva (2016)
- Mientras dure la guerra, regia di Alejandro Amenábar (2019)
- Revelado Emocional, regia di Alex Hafner e Inés Piñole (2020) - corto

### Televisione
- La memoria e il perdono, regia di Giorgio Capitani (2001)
- Marcados, regia di Virginia Calderón (2016)

### Serie TV
- El pasado es mañana – serie TV, episodi 1x6 (2005)
- Los hombres de Paco – serie TV, episodi 1x6 (2005)
- El auténtico Rodrigo Leal – serie TV, episodi 1x12 (2005)
- Brigada policial – serie TV, episodi 1x15 (2006)
- Los simuladores – serie TV, episodi 2x5 (2006)
- Hospital Central – serie TV, 4 episodi (2006-2007)
- Maitena: Estados alterados – serie TV, episodi 1x1 (2008)
- Hermanos & detectives – serie TV, episodi 2x7-3x3 (2009)
- Hispania, la leyenda – serie TV, episodi 1x3 (2010)
- Il segreto (El secreto de Puente Viejo) – serie TV, 40 episodi (2011-2012)
- Velvet – serie TV, episodi 1x1 (2013)
- Cuéntame – serie TV, episodi 15x5 (2014)
- Mar de plástico – serie TV, episodi 2x10-2x11 (2016)
- La casa di carta (La Casa de Papel) – serie TV, episodi 1x7-1x8-1x9 (2017)
- Hospital Valle Norte – serie TV, episodi 1x6 (2019)
- Desaparecidos – serie TV, episodi 1x2 (2020)

## Teatro
- El musical de los Lunnis
- Vodeville
- El gran hermano te Vigila